# Cyprien de la Nativité de la Vierge
André de Compans, en religion Cyprien de la Nativité de la Vierge, né le 26 novembre 1605 à Paris et décédé le 16 décembre 1680 à Paris, est un prêtre carme déchaux parisien, auteur spirituel et premier traducteur célèbre des œuvres de saint Jean de la Croix en français.

## Biographie

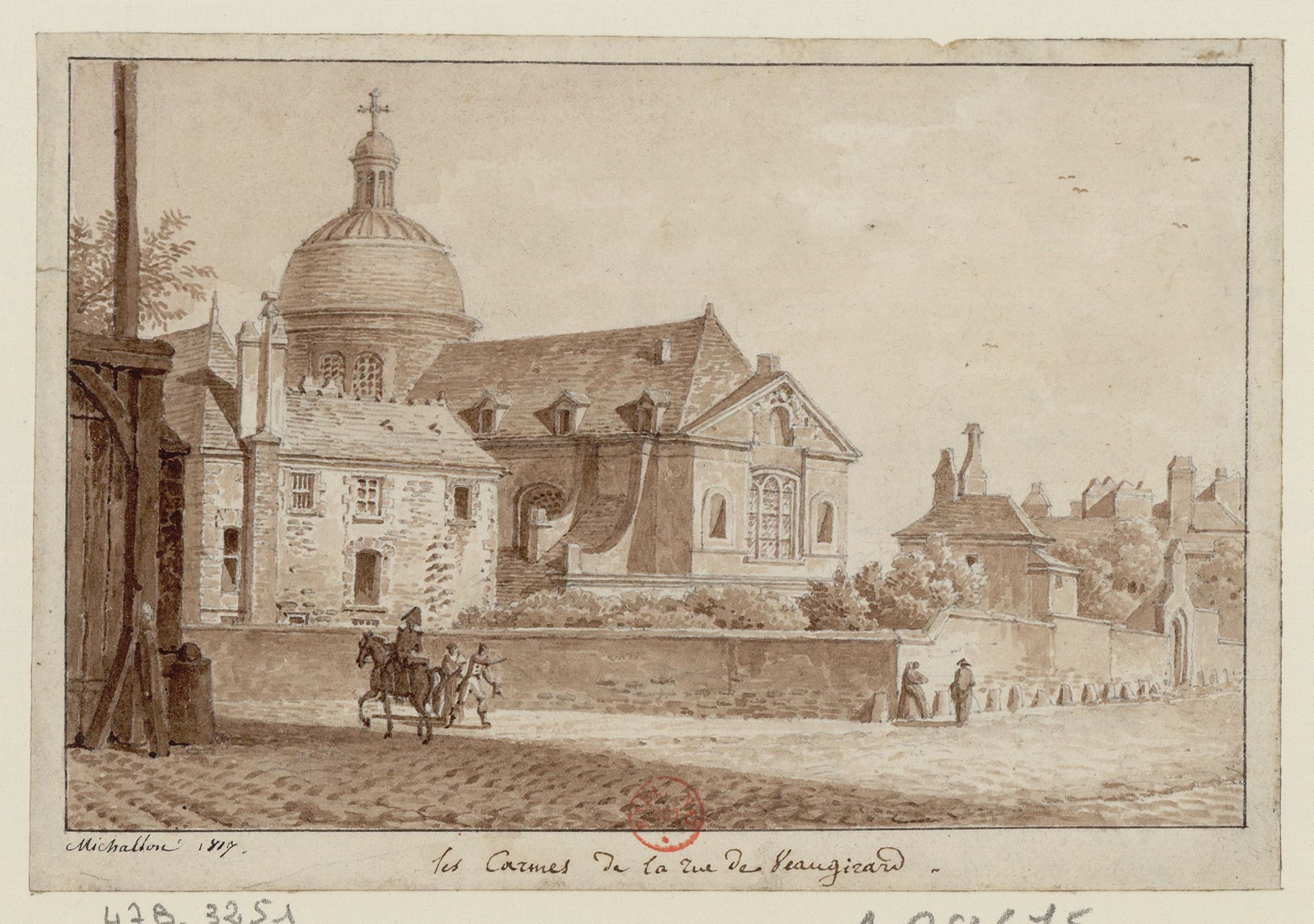
Ancien couvent des carmes déchaussés, rue de Vaugirard (Paris).

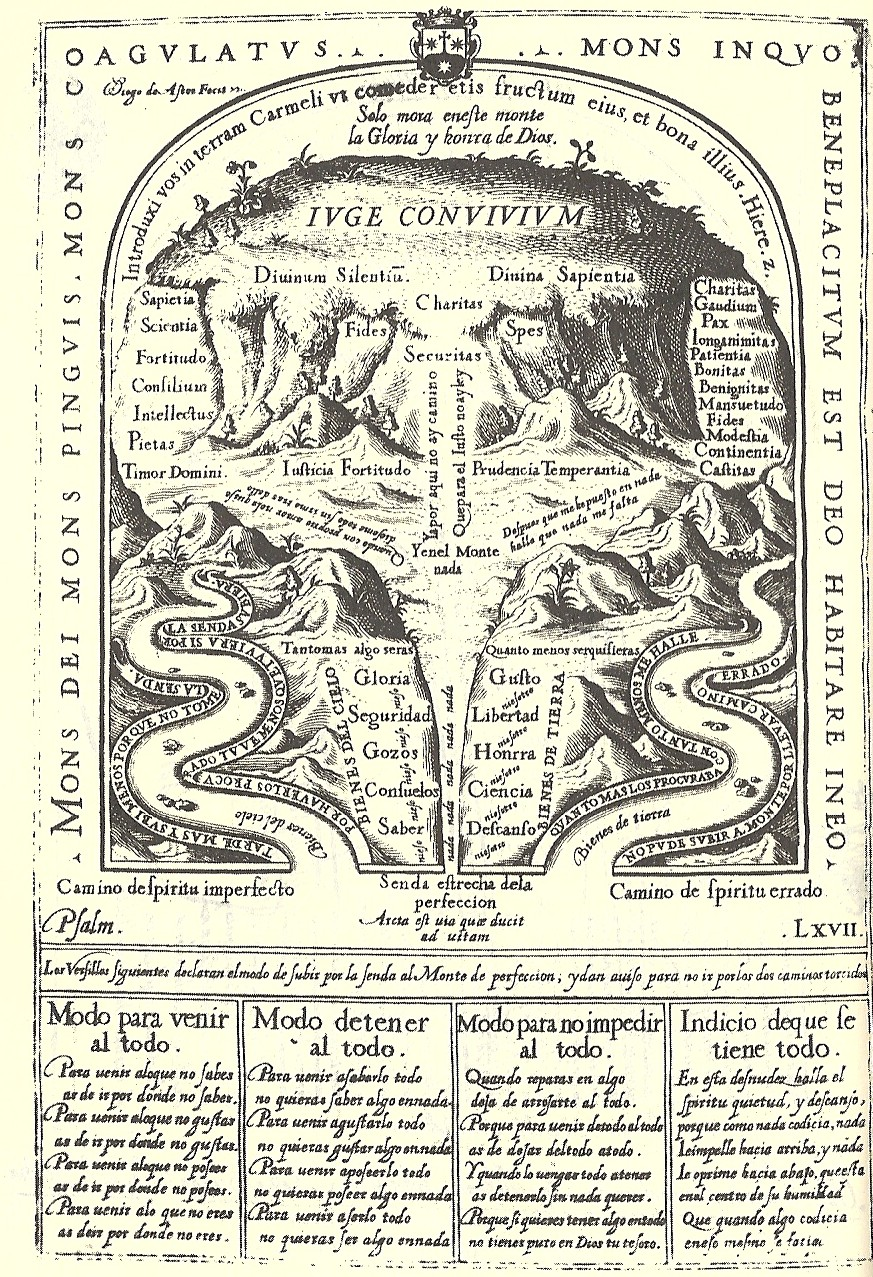
La montée du Mont Carmel, l'un des ouvrages de Jean de la Croix.

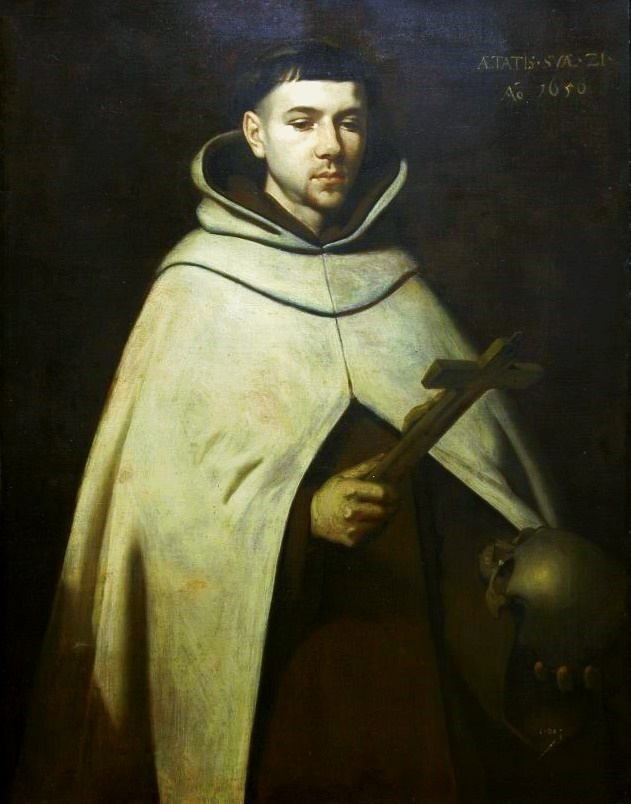
Saint Jean de la Croix.

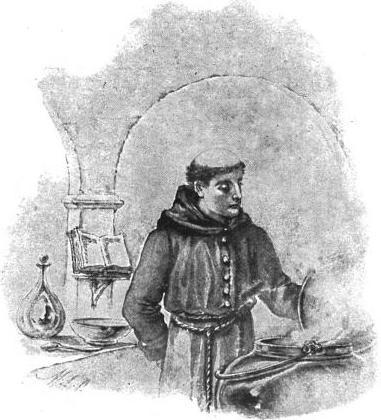
Laurent de la Résurrection.

André de Compans est né à Paris, le 26 novembre 1605. Agent des finances royales, il effectue plusieurs missions en Orient, avant de faire profession, le 18 septembre 1633, chez les carmes de la rue de Vaugirard, où son frère cadet, Louis de la Nativité. deviendra prieur en 1649. Prêchant aux carmes du faubourg Saint-Germain en 1643 et 1645, ainsi qu'aux bernardines de Sainte-Cécile en 1647, il se fait rapidement une réputation dans le domaine de l'éloquence sacrée. Ce sont cependant ses œuvres littéraires qui l'ont rendu célèbre : ouvrages personnels ou traductions, elles reflètent sa spiritualité carmélitaine et son expérience des âmes. L'auteur s'est d'ailleurs intéressé à la fondation d'une institution de type érémitique à la Garde-Châtel, dans l'Eure, et a lui-même mené une expérience analogue au 'désert de Marlagne', près de Namur (Belgique). Il meurt à Paris, le 16 décembre 1680.

## Postérité et spiritualité
Avec la Hierothomie de Jacques Chifflet, Cyprien s'était essayé, dès 1631, à la traduction. C'est toutefois son admission chez les Carmes qui l'engage à entreprendre parallèlement des activités de traducteur (essentiellement à partir du latin et de l'espagnol) et d'auteur, dans le but de diffuser la Mystique carmélitaine dans la société française du Grand Siècle. Ses traductions concernent les œuvres fondamentales des réformateurs du Carmel, Jean de la Croix et Thérèse d'Avila, mais également les biographies de ceux-ci et d'autres saints de l'ordre, comme François de l'Enfant-Jésus ou Anne de Saint-Barthélemy (dont il adapte une partie de l'Autobiographie). Pour ce faire, Cyprien se fonde sur les écrits de confrères espagnols, ou encore du Belge Juste de l'Assomption (Alexandre Roger), dont il n'hésite pas à remanier le texte, avec l'accord de l'auteur. À moins qu'il ne propose deux adaptations d'un même ouvrage italien (Réflexions sur l'éternité et Le bouclier de la piété chrestienne)... Une certaine liberté guide en effet son action. Concernant les Cantiques spirituels de Jean de la Croix, il s'en justifie par le fait de devoir rendre l'esprit plus que la lettre, l'enseignement de ces poèmes formant la substance des traités du Docteur mystique. Les traductions en vers de Cyprien ne seraient-elles, dès lors, que de belles infidèles ? En tout cas, le poète Paul Valéry, dans le cinquième tome de ses Variétés, a vu en elles la quintessence de la poésie sacrée, le carme Lucien-Marie de Saint-Joseph les a rééditées dans les années 1940, et les éditions Desclée De Brouwer ont fait de même en 1996. Il reste que ces œuvres ont fait connaître au grand public la spiritualité carmélitaine, laquelle inspire également les compositions originales de Cyprien. En effet, celles-ci se caractérisent par la prudence et l'équilibre dans la direction (Recueil des vertus et des écrits de la baronne de Neuvilette), le goût personnel pour la vie érémitique (Description des déserts des carmes déchaussés), la pratique de l'oraison et de la contemplation, mise à la portée de tous (Le monde saint où est tracé le moyen de vivre saintement dans toutes sortes d'états), quitte à défendre un auteur comme Antonio de Rojas (qui sera mis à l'Index en 1689). On relèvera plus particulièrement l'exercice de la Présence de Dieu (Clavis thesaurorum coelestium seu de exercitio praesentiae Dei), pratiqué et popularisé, à la même époque, par un confrère de la rue de Vaugirard, le frère Laurent de la Résurrection.

## Écrits

### Traductions

#### Auteurs carmélitains
- Les œuvres spirituelles du B. Père Jean de la Croix, nouvellement revues et très exactement corrigées sur l'original, ensemble quelques opuscules qui n'ont encore esté imprimés et un esclaircissement théologique du P. Nicolas de Jesus Maria (Paris, 1641, 1652, 1655)
- Les œuvres de la sainte Mère Thérèse de Jésus (Paris, 1644)
- Vie du B. Jean de la Croix par Joseph de Jésus-Marie et Elisée de Saint-Bernard (Paris, 1638, 1642)
- Vie de sainte Thérèse par Diego de Yepès (Paris, 1643) Tome 1, Tome 2.
- La vie et les instructions de la bienheureuse Mère Anne de Saint-Barthélemy, par un solitaire du saint désert de Marlagne (Paris 1646)
- Vie du vénérable François de l'Enfant-Jésus par Joseph de Jésus-Marie (Paris, 1647)
- La vie du juste dans la pratique de la vie de foy, par Thomas de Jésus (Paris, 1644, 1674)
- Instruction des novices ou adresse à la Perfection, par le vénérable Jean de Jésus-Marie (Paris, 1647, 1672)
- Théologie mystique, par le vénérable Jean de Jésus-Marie (Paris, 1651)
- Le recueil intérieur pour la sainte communion ou la manne eucharistique, de Juste de l'Assomption ou Exhortation intérieure pour la sainte communion ou la manne eucharistique (Bruxelles, 1655)

#### Auteurs divers
- Hiérothomie de Jésus-Christ ou Discours des saints suaires de Notre-Seigneur, de Jacques Chifflet (Paris, 1631)
- La vie de l'esprit pour s'avancer en l'exercice de l'oraison, d'Antoine de Rojas (1re partie : Paris, 1646; 2e partie : 1649; réimpressions : 1648, 1652, 1668)
- Réflexions sur l'éternité où sont contenues 4 maximes de ce même sujet (Rouen, 1665)
- Le bouclier de la piété chrestienne, tiré des 4 maximes de l'éternité (Anvers, 1706)

### Œuvres personnelles
- Le monde saint et le Paradis en terre ou le divin exercice de l'oraison mentale accommodé à toutes sortes de personnes pour vivre saintement (Paris, 1650)
- Le monde saint où est tracé le moyen de vivre saintement dans toutes sortes d'états (Paris, 1650)
- Description des déserts des carmes déchaussés (Paris, 1651, 1668)
- Praxis christiana et praeparatio ad bene moriendum et ad adjuvandos morti proximos (Paris, 1651)
- La destruction du duel (Paris, 1651)
- Clavis thesaurorum coelestium seu de exercitio praesentiae Dei (Bruxelles, 1662).
- Avis pour les spirituels et l'esprit de vie de la vie de l'esprit (Paris, 1653)
- Exercice de l'homme intérieur (Paris, 1660)
- Pacis et pietatis regiae triumphus (Paris, 1660)
- Recueil des vertus et des écrits de la baronne de Neuvilette (Paris, 1661)
- Consilia spiritualia (Paris, 1661)
- L'onction de la Croix (Paris, 1661)
- Caecitas et ingratitudo sine pari, per modum dialogi inter duos solitarios (Bruxelles, 1664)
- Réflexions sur l'éternité, pour les grands et pour les petits et pour toutes sortes d'états (Rouen, 1665, 1679; Paris, 1672)
- Conclusion des réflexions de l'éternité (Rouen, 1666)
- Abrégé de l'oraison mentale et la manière de s'y occuper longtemps et avec facilité (Bruxelles, 1665)

#### Œuvres
- Jean de la Croix et R. P. Cyprien, Cantiques spirituels, Desclée De Brouwer, 1996, 76 p., traduits en vers français par le R. P. Cyprien (texte présenté par Paul Valéry).

#### Études
- M.-J. Picard, « Cyprien de la Nativité de la Vierge », Dictionnaire de spiritualité ascétique et mystique, Paris, Beauchesne, t. II,‎ 1933, p. 2669-2671.
- Yves Le Hir, « Le "Cantique" du Père Cyprien », Études françaises, vol. 2, no 2,‎ 1966, p. 315-327 (lire en ligne, consulté le 12 janvier 2022).